# Amyris verrucosa
Amyris verrucosa là một loài thực vật có hoa trong họ Cửu lý hương. Loài này được Borhidi & Kereszty mô tả khoa học đầu tiên năm 1978.